# Алиев, Юсиф Алиюсиф оглы
Юсиф Алиюсиф оглы Алиев (азерб. Yusif Əıiyusif oğlu Əliyev; 2 декабря 1969, Дуванный — 14 сентября 1991, Бузлуг, Геранбойский район или Манашли, Геранбойский район) — азербайджанский советский милиционер, сотрудник 3-й роты полка пост-патрульной службы Управления внутренних дел города Баку, рядовой, Национальный герой Азербайджана, участник столкновений в Геранбойском районе зимой и осенью 1991 года.

## Награды
Указом исполняющего обязанности президента Азербайджанской Республики Исы Гамбарова № 831 от 6 июня 1992 года рядовому Юсифу Алиюсиф оглы Алиеву за личное мужество и отвагу, проявленные во время защиты территориальной целостности Азербайджанской Республики и обеспечения безопасности мирного населения, было присвоено звание Национального Героя Азербайджана (посмертно).

## Память
Средняя школа № 195 посёлка Гобустан носит его имя.